# Jan Chrzciciel Masclet
Jan Chrzciciel Masclet (1762-1836?) – sufragan miński w latach 1814-1836?.
Urodził się 4 września 1762 roku we Francji. Wstąpił do zakonu franciszkanów w 1787 roku. Po studiach w Wilnie został wyświęcony na kapłana. Według A. Boudou był zakonnikiem ze Zgromadzenia Minimów – „ignorantem z teologii”. Prowadził działalność duszpasterską we Francji, a od 1791 roku – w Rosji, gdzie „w swych wędrówkach emigranta przypadkiem osiadł”. W 1798 roku został kanonikiem mohylewskim, w 1809 roku – Mińskim. Pełnił funkcje proboszcza w Marienhausie (Inflanty) oraz asesora Kolegium Duchownego. Dnia 26 września 1814 roku został prekonizowany biskupem tytularnym Camachus i sufraganem mińskim, dzięki staraniom biskupa Jakuba Dederki, który zebrał fundusze na sufraganię powstałej w 1798 roku diecezji mińskiej. Oprócz tego Masclet otrzymywał pensję rządową z racji pełnienia funkcji asesora Kolegium Duchownego w Petersburgu. Sakrę biskupią przyjął 6 lipca 1817 roku.
Nie ma dokładnej informacji, kiedy zmarł, przypuszczalnie około 1836 roku.